# 富士経済
株式会社富士経済（ふじけいざい、英：Fuji Keizai Co., Ltd.）は、東京都中央区に本社を置く、日本のマーケット調査会社。

## 会社概要

### 概略
富士経済グループを構成するマーケット調査会社。日本マーケティング・リサーチ協会正会員。1962年に阿部英雄が株式会社富士経済を創業して誕生した。
化粧品・トイレタリー、食料品、医薬品、ヘルスケア、IT、エネルギー分野の調査レポートの刊行。フィールドリサーチによる受託調査をおこなっている。
なお、富士キメラ総研とは兄弟会社であるものの、独立採算制を採っており調査実務における両社の繋がりはほとんどない。

## 事業所

### 主な国内拠点
- 本社所在地：東京都中央区日本橋三丁目9番1号
- 東京マーケティング本部所在地：東京都中央区日本橋三丁目9番1号
- 大阪マーケティング本部所在地：大阪府大阪市中央区高麗橋3-3-11
- 名古屋マーケティング本部所在地：愛知県名古屋市中区錦1-18-24

マーケット調査ならびに研究業務を行うオフィスは「マーケティング本部」と称される。
本社所在地は富士経済グループ全体を統括する本社機能の所在地であり、専門調査員の勤務オフィスは各地「マーケティング本部」所在地にある。

### 主な海外拠点
- 中国 北京市
  - 中聯富士経済咨詢有限公司
  - 北京源霖生物技術有限公司